# Jessica Chávez Rivera
Jessica Chávez Rivera (22 de agosto de 1990) es una deportista mexicana que compitió en taekwondo. Ganó una medalla de plata en el Campeonato Panamericano de Taekwondo de 2014 en la categoría de –57 kg.

## Palmarés internacional
| Campeonato Panamericano | Campeonato Panamericano | Campeonato Panamericano | Campeonato Panamericano |
| Año                     | Lugar                   | Medalla                 | Categoría               |
| ----------------------- | ----------------------- | ----------------------- | ----------------------- |
| 2014                    | Aguascalientes (México) | Medalla de plata        | –57 kg                  |